# Hirnnervenkern
Hirnnervenkerne sind Gruppen von Neuronen (sogenannte „Kerne“ oder „Kerngebiete“, Nuclei), deren Axone in den Hirnnerven III bis XII verlaufen. Es sind also einerseits Ursprungskerne der motorischen Hirnnerven (vergleichbar den Motoneuronen der Vorderhörner des Rückenmarks), andererseits entsprechen sie den sensiblen Kernen der Hintersäule des Rückenmarks.
Der II. Hirnnerv (Nervus opticus) ist eigentlich kein peripherer Nerv, sondern eine Ausstülpung des Gehirns, da er von Dura mater, Arachnoidea und Pia mater umgeben ist.

## Die Hirnnerven mit ihren Kernen
| Nr.  | Nerv                                                             | Kerne | Funktion |
| ---- | ---------------------------------------------------------------- | --- | --- |
| I    | Nervus olfactorius                                               | - | riechen |
| II   | Nervus opticus                                                   | - | sehen |
| III  | Nervus oculomotorius                                             | Nucleus nervi oculomotorii Nucleus accessorius nervi oculomotorii (Edinger-Westphal-Kern)                                                                        | Augenbewegungen |
| IV   | Nervus trochlearis                                               | Nucleus nervi trochlearis | Augenbewegung |
| V    | Nervus trigeminus                                                | Nucleus motorius nervi trigemini Nucleus pontinus nervi trigemini (Nucleus principalis) Nucleus mesencephalicus nervi trigemini Nucleus spinalis nervi trigemini | sensible Gesichtsversorgung motorische Kaumuskelversorgung                                                               |
| VI   | Nervus abducens                                                  | Nucleus nervi abducentis | Augenbewegung |
| VII  | Nervus intermediofacialis (Nervus intermedius + Nervus facialis) | Nucleus motorius nervi facialis Nucleus salivatorius superior Nucleus tractus solitarii                                                                          | Gesichtsbewegung Speicheldrüsen Geschmackswahrnehmung                                                                    |
| VIII | Nervus vestibulocochlearis                                       | Nuclei cochleares Nuclei vestibulares | Hörwahrnehmung Gleichgewichtswahrnehmung                                                                                 |
| IX   | Nervus glossopharyngeus                                          | Nucleus ambiguus Nucleus salivatorius inferior Nucleus tractus solitarii Nucleus spinalis nervi trigemini                                                        | sensible Zungenversorgung Speicheldrüse Geschmackswahrnehmung sensomotorische Pharynxversorgung                          |
| X    | Nervus vagus                                                     | Nucleus ambiguus Nucleus dorsalis nervi vagi Nucleus tractus solitarii Nucleus spinalis nervi trigemini                                                          | sensomotorische Kehlkopfversorgung viszerosensible Versorgung innerer Organe viszeromotorische Versorgung innerer Organe |
| XI   | Nervus accessorius                                               | Nucleus ambiguus Nucleus spinalis nervi accessorii | motorische Versorgung zweier Halsmuskeln                                                                                 |
| XII  | Nervus hypoglossus                                               | Nucleus nervi hypoglossi | Zungenbewegung |

## Die Hirnnervenkerne und die zugehörigen Hirnnerven
| Kern                                                           | Qualität                                                       | Hirnnerv(en)                                            | Afferenzen                                                                                           | Efferenzen                                                                                         |
| -------------------------------------------------------------- | -------------------------------------------------------------- | ------------------------------------------------------- | --- | -------------------------------------------------------------------------------------------------- |
| Nucleus nervi oculomotorii                                     | somatomotorisch                                                | Nervus oculomotorius                                    | horizontale Blickzentren vertikale Blickzentren Nuclei nervi abducentis                              | Lidhebermuskel äußere Augenmuskeln außer: - Musculus obliquus superior - Musculus rectus lateralis |
| Nucleus nervi trochlearis                                      | somatomotorisch                                                | Nervus trochlearis                                      | horizontale Blickzentren vertikale Blickzentren                                                      | Musculus obliquus superior                                                                         |
| Nucleus nervi abducentis                                       | somatomotorisch                                                | Nervus abducens                                         | horizontale Blickzentren                                                                             | Musculus rectus lateralis                                                                          |
| Nucleus nervi hypoglossi                                       | somatomotorisch                                                | Nervus hypoglossus                                      | kortikonukleäre Fasern vom Motorkortex                                                               | Zungenmuskulatur                                                                                   |
| Nucleus motorius nervi trigemini                               | speziell-viszeromotorisch                                      | Nervus trigeminus                                       | kortikonukleäre Fasern vom Motorkortex                                                               | Kaumuskulatur                                                                                      |
| Nucleus motorius nervi facialis                                | speziell-viszeromotorisch                                      | Nervus facialis                                         | kortikonukleäre Fasern vom Motorkortex                                                               | mimische Muskulatur                                                                                |
| Nucleus ambiguus                                               | speziell-viszeromotorisch                                      | Nervus glossopharyngeus Nervus vagus Nervus accessorius | kortikonukleäre Fasern vom Motorkortex                                                               | Pharynxmuskulatur Kehlkopfmuskulatur                                                               |
| Nucleus nervi accessorii                                       | speziell-viszeromotorisch                                      | Nervus accessorius                                      | kortikonukleäre Fasern vom Motorkortex                                                               | Musculus sternocleidomastoideus Musculus trapezius                                                 |
| Nucleus accessorius nervi oculomotorii (Edinger-Westphal-Kern) | allgemein-viszeromotorisch                                     | Nervus oculomotorius                                    | Area pretectalis Colliculi superiores                                                                | innere, glatte Augenmuskulatur                                                                     |
| Nucleus salivatorius superior                                  | allgemein-viszeromotorisch                                     | Nervus facialis                                         | Fasciculus longitudinalis posterior aus Hypothalamus                                                 | Tränendrüsen Schleimdrüsen Speicheldrüsen                                                          |
| Nucleus salivatorius inferior                                  | allgemein-viszeromotorisch                                     | Nervus glossopharyngeus                                 | Fasciculus longitudinalis posterior aus Hypothalamus                                                 | Glandula parotis                                                                                   |
| Nucleus dorsalis nervi vagi                                    | allgemein-viszeromotorisch                                     | Nervus vagus                                            | Nuclei tractus solitarii Hypothalamus                                                                | Brusteingeweide Baucheingeweide                                                                    |
| Nucleus tractus solitarii                                      | speziell-viszerosensibel (Geschmack) allgemein-viszerosensibel | Nervus facialis Nervus glossopharyngeus Nervus vagus    | Zunge (Geschmack) Brusteingeweide Baucheingeweide                                                    | Thalamus vegetative Hirnstammzentren                                                               |
| Nucleus mesencephalicus nervi trigemini                        | allgemein-somatosensibel                                       | Nervus trigeminus                                       | propriozeptive Fasern aus dem Kauapparat (via Nervus mandibularis)                                   | Nucleus motorii nervi trigemini                                                                    |
| Nucleus principalis nervi trigemini                            | allgemein-somatosensibel                                       | Nervus trigeminus                                       | epikritisch-sensible Fasern aus der Kopfregion                                                       | Lemniscus trigeminalis zum Thalamus                                                                |
| Nucleus spinalis nervi trigemini                               | allgemein-somatosensibel                                       | Nervus trigeminus Nervus glossopharyngeus Nervus vagus  | protopathisch sensible Fasern aus der Kopfregion protopathisch sensible Fasern aus der Pharynxregion | Thalamus                                                                                           |
| Nuclei cochleares                                              | speziell-somatosensibel                                        | Nervus vestibulocochlearis                              | Cochlea                                                                                              | Hörbahn                                                                                            |
| Nuclei vestibulares                                            | speziell-somatosensibel                                        | Nervus vestibulocochlearis                              | statische Organe des Innenohrs                                                                       | Thalamus Kleinhirn Augenmuskelkernen Rückenmark                                                    |